# Incontro fatale
Incontro fatale (A Bold Affair) è un film del 1999, diretto da Rick Jacobson.

## Trama
Michael, sposato con Emily, in attesa di un figlio, conosce una programmatrice, chiamata per risolvere un problema al computer aziendale, con la quale inizia uno scambio di messaggi su internet che via via si tramuta in una relazione ma, nel momento in cui intende porvi fine, la donna non si rassegna e, dopo avere tentato inutilmente di contattarlo, sfruttando le sue conoscenze informatiche inizia a creargli grossi problemi economici e professionali, in un crescendo che culminerà con il tentativo di assassinare la moglie mentre si trova in clinica per partorire.